# 아이스링크

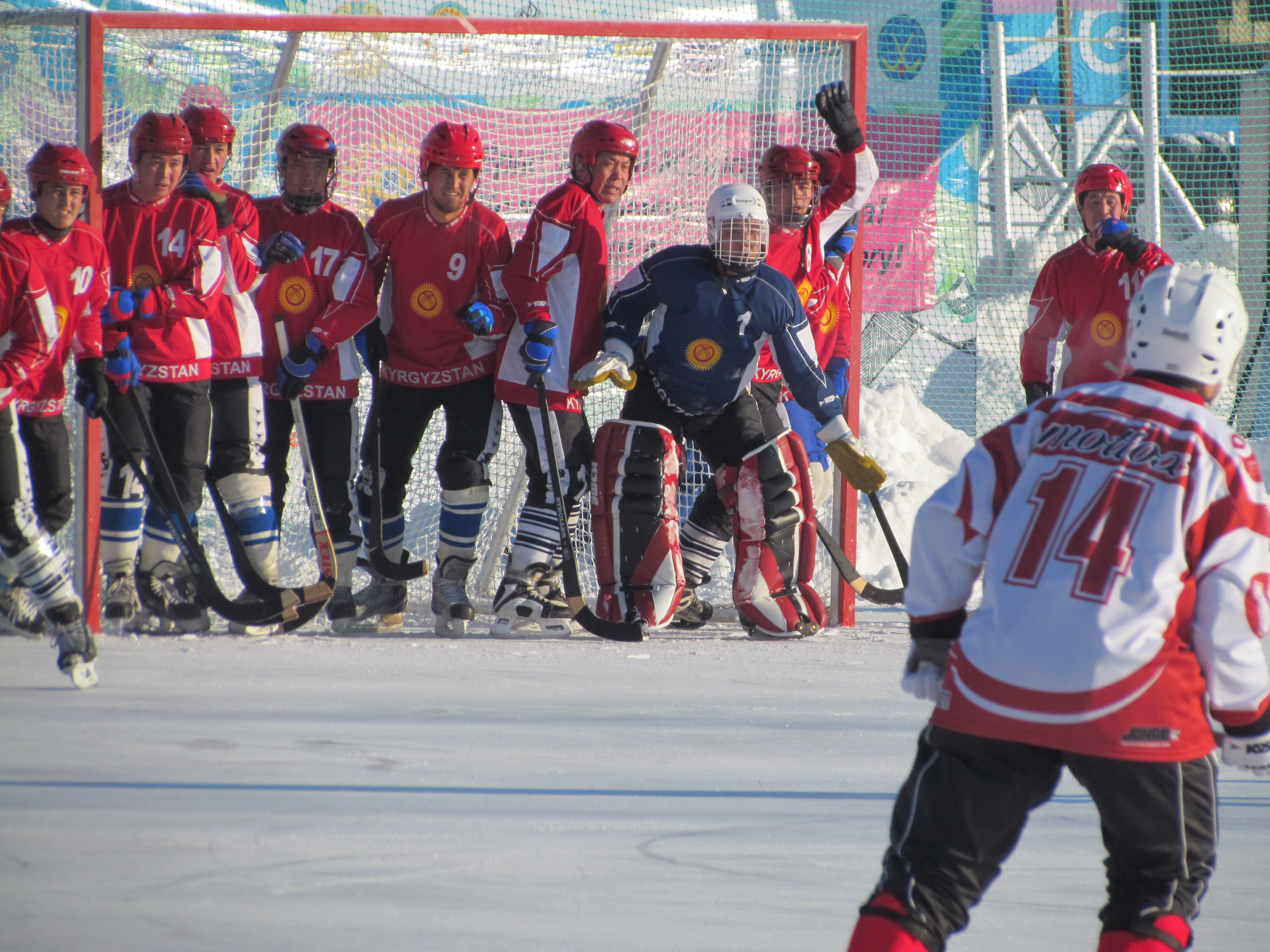
밴디

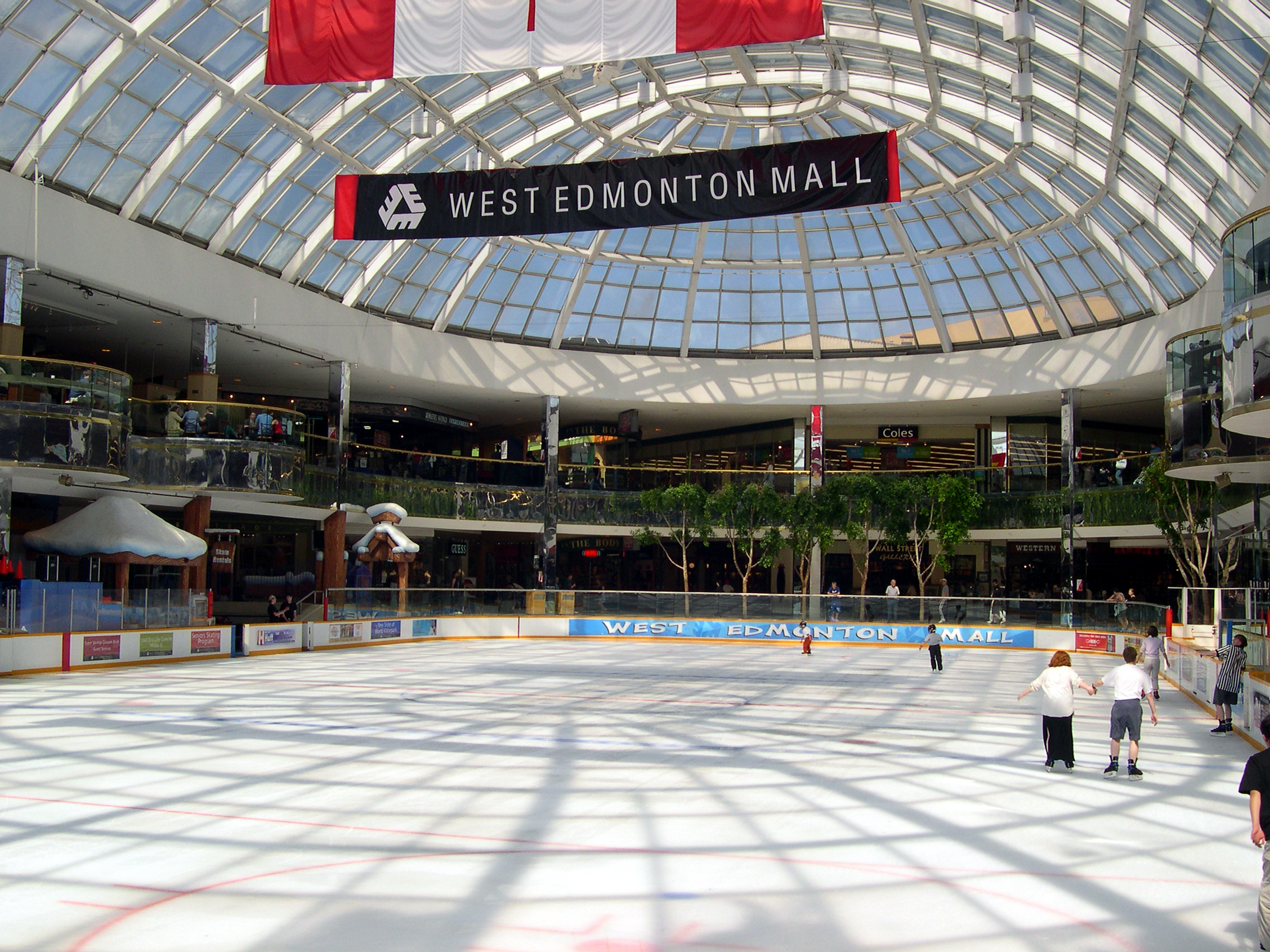
웨스트 에드먼턴 몰의 아이스링크

아이스링크(영어: Ice rink, 문화어: 빙상관(氷上館))는 스케이트 등 빙상 스포츠를 할 수 있는 공간이다.

## 역사
인공 아이스링크 건축의 첫 시도는 1841~44년 링크 마니아(rink mania)에서 처음 이루어졌다. 자연 얼음을 유지할 기술이 존재하지 않았으나 이 초기 링크들은 돼지의 라드와 다양한 소금의 혼합물로 구성된 물질을 사용했다.

## 분류
- 아이스하키장 (en:Ice hockey rink)
- 스피드 스케이트장 (en:Speed skating rink)